# Crochiphora
Argyrostrotis là một chi bướm đêm thuộc họ Noctuidae.